# نظام إدارة العمل المعلوماتية الحيوية
نظام إدارة العمل للمعلوماتية الحيوية هو نظام متخصص مصمم خصيصا لتكوين وتنفيذ سلسلة من البيانات الحسابية أو معالجة بخطوات العمل، في مجال معين من العلوم، مثل المعلوماتية الحيوية.
وهناك حاليا العديد من مختلف نظم تدفق العمل. وقد طورت أكثرها للاستخدامات العلمية نظم تدفق العمل لاستخدامها من قبل العديد من العلماء من مختلف الاختصاصات مثل علم الفلك وعلوم الأرض.